# Абади, Луи

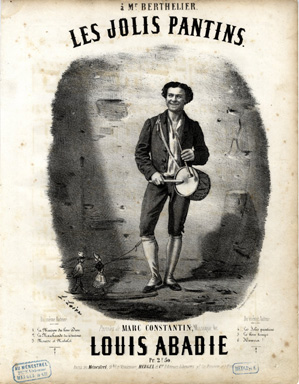
Музыкальный альбом Л. Абади «Les Jolis Pantins». 1906 г.

Луи Абади (фр. Louis Abadie; 1814 — 6 января 1859, Париж) — французский композитор.

## Биография
Известен своими многочисленными песнями — шансонами, романсами и балладами, которые были очень популярны в парижских салонах XIX века. Пик его успеха пришёлся на конец 1840-х — начало 1850-х годов. Обладая большим воображением, в течение нескольких лет издавал в виде альбомов легкие и оригинальные музыкальные композиции, которые имели большой успех у публики. Несмотря на успех своих музыкальных произведений, он тщетно пытался поставить что-нибудь для театра.
Известна его комическая опера «Мадемуазель Пимбеш» и оперетта «Les Danseurs de corde» (1867).
В конце жизни впал в бедность. Скончался от инсульта 1 декабря 1858 года в парижской больнице l’hôpital de La Riboisière.

## Избранные музыкальные сочинения
- André Vésale
- L’amoureuse de Guerét
- Ange du Ciel, Text: E. Tréfeu
- L’Archer du Roi
- Chansonette
- Bachelette
- Le bandit de Castille
- La Barquette
- Le bon temps
- Le Caoutchouc
- La Catalane
- Ce que disent les Roses
- La chanson du capitaine
- Le Chasseur furtif
- Le Château-rouge
- Le Cheval arabe
- Le Corsaire
- D’où viens tu, beau nuage ?
- Les Feuilles mortes
- Jeanne, Jeannette et Jeanneton
- Kepler mourant oder Dernière heure de Kepler
- Mademoiselle Pimbêche
- Ma Senyora
- Le Pacte
- La Plainte du Musée
- La Reprouve
- Le Sereno
- Les vieilles habitudes